# 앤트 (가족)

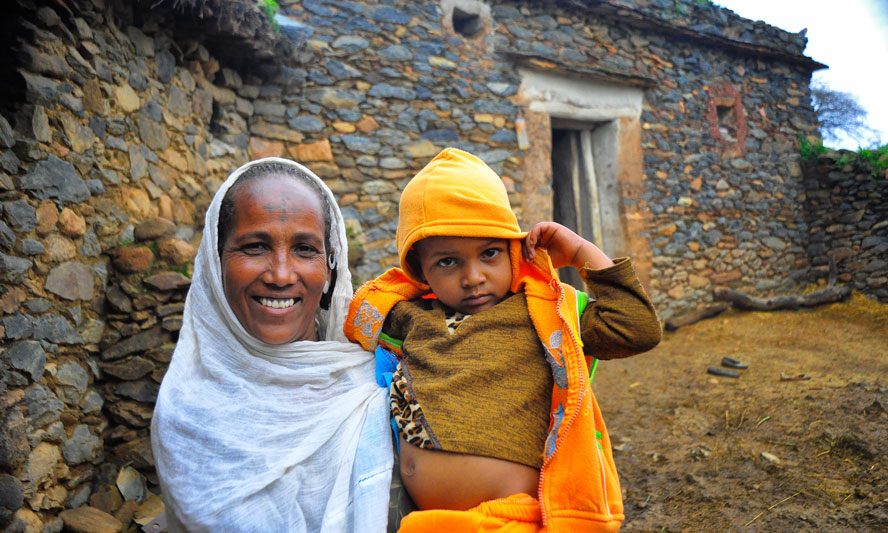
조카를 데리고 있는 에티오피아의 앤트

앤트(aunt)는 부모의 형제자매이거나 부모의 형제자매와 결혼한 여성을 가리키는 영단어이다. 한국어로는 고모, 이모, 숙모, 외숙모 등으로 번역된다. 다른 문화와 가족의 어린이는 나이와 세대 차이로 인해 부모의 사촌을 앤트(aunt) 또는 엉클(uncle)로 부를 수 있다. 이 단어는 라틴어인 amita via, 고대 프랑스어 ante에서 유래되었으며 대가족 또는 직계 가족 내의 가족 관계이다.
앤트의 남자 상대측은 엉클(uncle)이고, 상호관계는 조카관계이다.

## 문화적 차이
| 언어       | 어머니의 자매               | 아버지의 자매                   |
| ---------- | --------------------------- | ------------------------------- |
| 알바니아어 | teze                        | hallë                           |
| 쿠르드어   | Xaltîk (IPA: xɑːltiːk)      | Metik (IPA: mɛtɪk)              |
| 아랍어     | خالة (khālah)               | عمّة (ʿammah)                    |
| 벵골어     | খালা (khala)                  | ফুফু (phuphu)                     |
| 힌디어     | Mausi                       | Bua                             |
| 한국어     | 이모 (Imo)                  | 고모 (Gomo)                     |
| 마라티어   | Mavashi                     | Aatya                           |
| 페르시아어 | (خاله)khaleh                | (عمّه)ammeh                      |
| 폴란드어   | ciotka (diminutive: ciocia) | stryjna (diminutive: stryjenka) |
| 스웨덴어   | moster                      | faster                          |
| 튀르키예어 | teyze                       | hala                            |